# Garrett Lowney
Garrett Lowney, född den 3 oktober 1979 i Appleton, Wisconsin, är en amerikansk brottare som tog OS-brons i tungviktsbrottning i den grekisk-romerska klassen 2000 i Sydney. 